# The Feel Good Record of the Year
The Feel Good Record of the Year is het achtste en laatste studioalbum van de Amerikaanse punkband No Use for a Name. Het is opgenomen in Fort Collins, Colorado met de producers Bill Stevenson en Jason Livermore. Het album werd uitgegeven op 1 april 2008 door Fat Wreck Chords. Het is het laatste album dat werd uitgegeven vóór de dood van frontman Tony Sly in 2012.

## Nummers
1. "Biggest Lie" - 2:11
2. "I Want to Be Wrong" - 2:44
3. "Yours to Destroy" - 3:25
4. "Under the Garden" - 3:01
5. "Sleeping Between Trucks" - 2:05
6. "Domino" - 3:02
7. "The Feel Good Song of the Year" - 3:09
8. "The Trumpet Player" - 3:09
9. "Night of the Living Living" - 2:28
10. "Ontario" - 1:55
11. "Pacific Standard Time" - 2:48
12. "The Dregs of Sobriety" - 2:44
13. "Kill the Rich" - 2:06
14. "Take It Home" - 2:42

## Band
- Tony Sly - zang, gitaar
- Matt Riddle - basgitaar, zang
- Dave Nassie - gitaar
- Rory Koff - drums